# Choeroniscus
Choeroniscus — рід родини листконосові (Phyllostomidae), ссавець ряду лиликоподібні (Vespertilioniformes, seu Chiroptera).

## Опис
Довжина голови і тіла від 50 до 55 мм, довжина хвоста 12 мм, довжина передпліччя від 32 до 38 мм і вага 5—9 гр. Забарвлення зазвичай монотонне темно-коричневе зверху й дещо блідіше знизу. Морда довга і вузька. Вуха маленькі, круглі і окремі. Зубна формула: 2/0, 1/1, 2/3, 3/3 = 30. Вага новонароджених 3—5 гр.

## Поширення
Населяє ЦентральнуПівденну Америку.

## Звички
Веде нічний спосіб життя.  В основному харчується пилком і нектаром. Як добавку їсть комах і фрукти.